# Valeraldehyd
Valeraldehyd (nach IUPAC-Nomenklatur: Pentanal, seltener auch als Amylaldehyd bezeichnet) ist eine organisch-chemische Verbindung aus der Stoffgruppe der Aldehyde. Mit seinen isomeren Verbindungen Isovaleraldehyd, 2-Methylbutyraldehyd und Pivalaldehyd bildet er die Stoffgruppe der Pentanale.

## Vorkommen

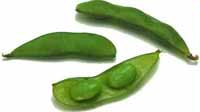
Sojabohnen enthalten natürlicherweise Pentanal

Natürlich kommt Pentanal in Färberdisteln, Sojabohnen, Echtem Lorbeer, Luzerne, Arabischem Bergkraut, Reis (Oryza sativavor), Schwarzen Johannisbeeren, Rosa damascena, Sesam und Kartoffeln vor.

## Gewinnung und Darstellung
Valeraldehyd wird großtechnisch durch Hydroformylierung von But-1-en bei Temperaturen von 70 – 150 °C und Drücken von 10 – 200 bar hergestellt. Als Katalysatorsysteme werden meist Rhodium-Bisphosphitkomplexe mit sterisch gehinderten organischen sekundären Aminen, die eine Selektivität für n-Pentanal von mindestens 90 % aufweisen, verwendet.
Die komplette Reaktion läuft dabei in Blasensäulen- oder Rührkesselreaktoren ab. Als Ausgangsmaterial können auch C4-Gemische wie das beim Steamcracken anfallende sogenannte Raffinat II verwendet werden.

## Eigenschaften
Valeraldehyd bildet leicht entzündliche Dampf-Luft-Gemische. Die Verbindung hat einen Flammpunkt von 6 °C. Die untere Explosionsgrenze (UEG) liegt bei 1,1 Vol.‑% (50 g·m−3). Die Zündtemperatur beträgt 205 °C. Der Stoff fällt somit in die Temperaturklasse T3.

## Verwendung
Valeraldehyd wird in verschiedenen Aromen (z. B. Früchtearomen) sowie als Vulkanisationsbeschleuniger verwendet. Aus Valeraldehyd erhält man durch Aldolkondensation 2-Propyl-2-heptenal, das zum gesättigten verzweigten Alkohol 2-Propylheptanol (2-PH) hydriert wird. Dieses dient als Edukt für den PVC-Weichmacher Di-2-propylheptyl-phthalat und nach Ethoxylierung mit 5 bzw. 7 EO-Einheiten für nichtionische APEO (alkylphenolethoxylat)-freie Detergentien.

## Sicherheitshinweise
Die Dämpfe reizen die Augen, die Atemwege und die Haut. Zu lange Exposition kann zu Lungenödemen führen. Mit Aminen, Ammoniak, alkalischen Stoffen erfolgt eine Polymerisation.